# ディルク4世 (ホラント伯)
ディルク4世（Dirk IV, 1020/30年 - 1049年1月13日）は、ホラント伯（在位：1039年 - 1049年）。

## 生涯
ディルク4世の生年月日は不明であるが、1049年に死去した時「青年」であったことから、1030年ごろの生まれとみられる。ディルクの拠点は、父ディルク3世がフラールディンゲンに築いた要塞であった。同年代の年代記作者は、ディルク4世をラテン語で「Theodericus de Phlardirtinga」（Vlaardingen）およびその辺境伯と呼んだ。領地の正確な範囲は不明であるが、一時期は北は少なくともラインスブルフまで、東はほぼアールブルフまで広がっていた。
ディルク4世は、ホラントとユトレヒトの低地の泥炭地帯を発展させ、植民地化することで、父ディルク3世の方針を引き継いで領地を拡大した。その結果、ユトレヒトの司教、周辺地域の他の司教および修道院と衝突した。このため、皇帝ハインリヒ3世は自ら1046年にディルクに対し遠征を指揮し、ディルクは占領していたいくつかの地域を返還することを余儀なくされた。しかし、皇帝が去った直後、ディルクはユトレヒトとリエージュの司教の領土を略奪し始め、ロートリンゲン公ゴットフリート3世と同盟を結び、エノー伯およびフランドル伯と同盟を結んた。この後、1047年に皇帝は再び遠征を行い、破壊されたラインスブルフの要塞を占領した。しかし、退却の間に帝国軍は深刻な損失を被り、ディルクと同盟を結んでいた領主らはディルクの支援で公然と反乱を起こした。1049年1月13日、ディルクはユトレヒト、リエージュ、メッツの司教たちの手勢にドルドレヒトの近くで待ち伏せされ、殺害された。
ディルクは未婚で子供がいなかった。このため弟フロリス1世が伯位を継承した。